# Meineweh
Meineweh est une commune allemande de l'arrondissement du Burgenland, Land de Saxe-Anhalt.

## Géographie
Meineweh comprend les quartiers de Meineweh, Pretzsch et Unterkaka.
| Stößen    | Teuchern |            |
| Osterfeld | Meineweh | Kretzschau |
|           | Droyßig  |            |

Meineweh se trouve sur la Bundesstraße 180.

## Histoire
Meineweh est mentionné pour la première fois en 1171.
La commune actuelle est née de la fusion volontaire le 1er janvier 2010 de Meineweh, Pretzsch et Unterkaka dans le cadre de la réforme administrative de la Saxe-Anhalt. D'abord baptisée Anhalt Süd, ce nom n'ayant pas de rapport historique ni géographique suscita le mécontentement. En août 2011, le conseil municipal prend le nom de Meineweh, la plus ancienne commune, la plus vaste, et la plus peuplée.

### Personnalités liées
- Eberhard von Bodenhausen (1868-1918), y est mort.

## Source, notes et références
- (de) Cet article est partiellement ou en totalité issu de l’article de Wikipédia en allemand intitulé « Meineweh » (voir la liste des auteurs).